# 33926 Normand
33926 Normand è un asteroide della fascia principale. Scoperto nel 2000, presenta un'orbita caratterizzata da un semiasse maggiore pari a 2,558488 UA e da un'eccentricità di 0,196756, inclinata di 7,640161° rispetto all'eclittica. Ha un diametro di 4,851 km.